# Campanario

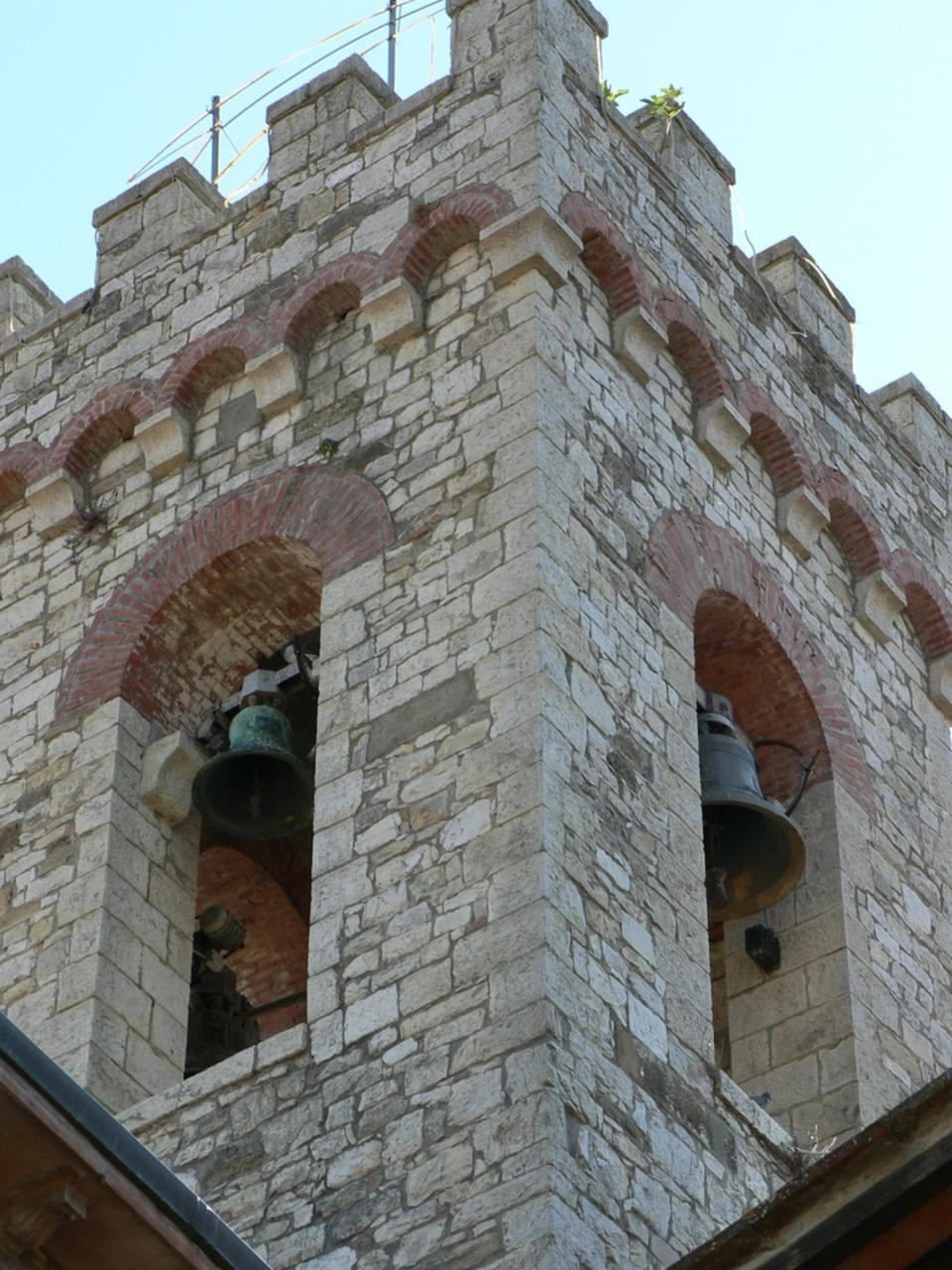
Campanario

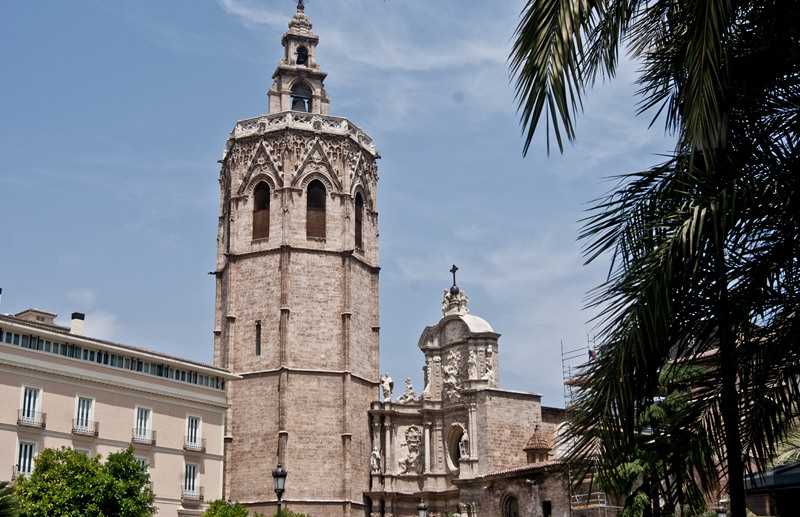
El Micalet, el campanario de la catedral de Valencia

Un campanario o cuerpo de campanas es una edificación o estructura construida para disponer las campanas.

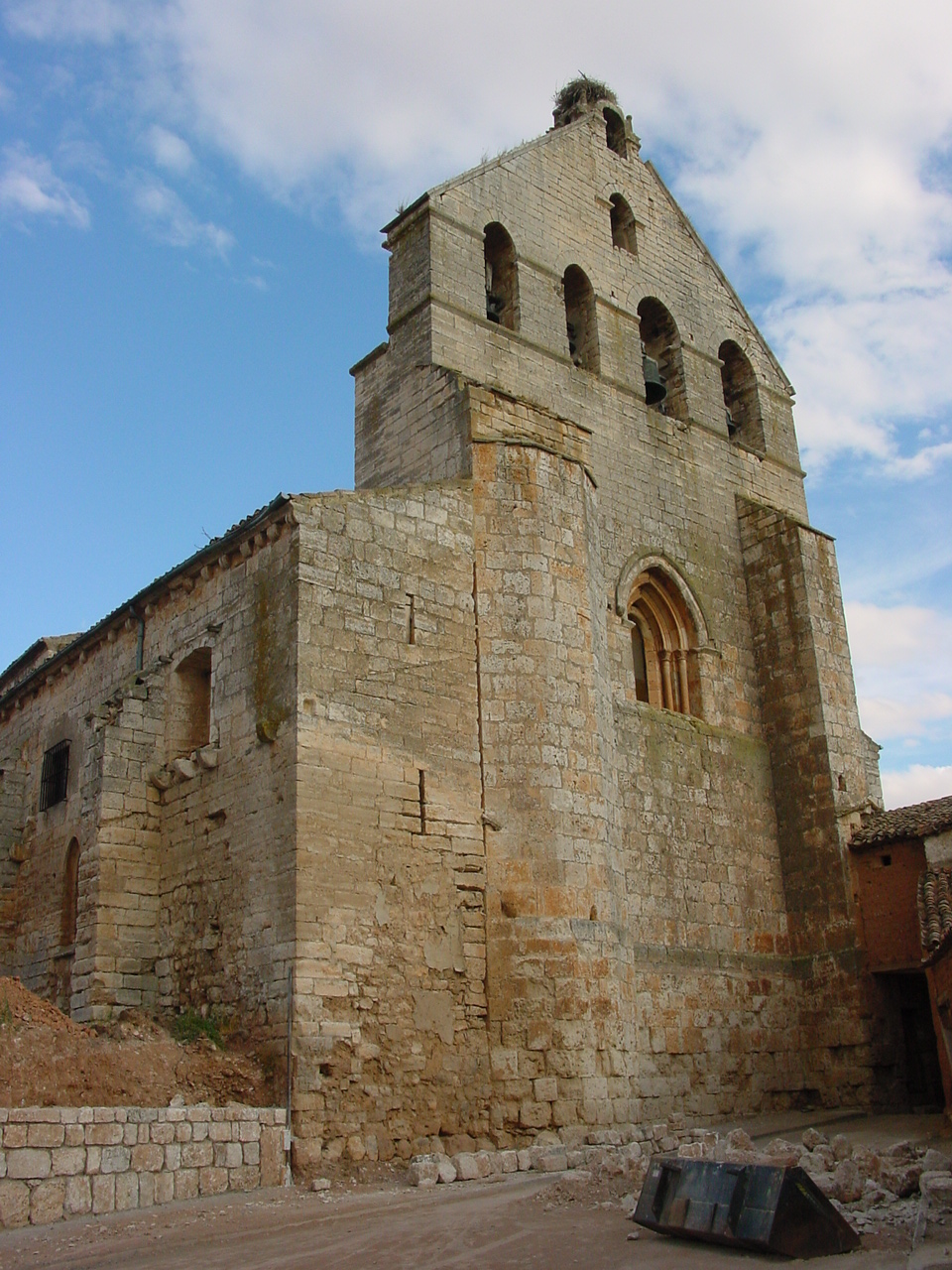
Ejemplo de campanario en espadaña.

En Occidente pueden estar situados en lo alto de una torre, que puede estar adosada o exenta, en una basílica, catedral, iglesia, capilla o edificio público civil, donde se colocan las campanas o en espadañas, con la finalidad de convocar la asistencia de los feligreses al servicio religioso o a los ciudadanos en general. Una iglesia puede tener más de un campanario y cada uno albergar una o más campanas. Actualmente muchos campanarios en vez de campanas tienen un carillón, instrumento musical conformado por varias campanas.

## Origen del tipo arquitectónico

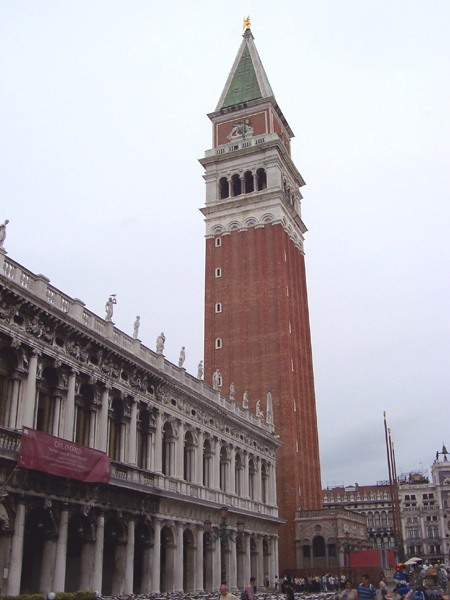
Campanile de San Marcos, Venecia

La tradición atribuye a san Paolino, obispo de Nola (en el siglo V), la paternidad del uso de las campanas como reclamo para las reuniones, pero se remonta a 561 el primer informe de Gregorio de Tours que atestigua el uso de una campana colocada en un torreta especial para llamar a los fieles. Esta construcción se difundió rápidamente a partir del siglo VIII cuando el papa Esteban II ordenó la construcción de una torre campanario con tres campanas en la Basílica de San Pedro. Luego empiezan a desarrollarse en la Edad Media campanarios de planta circular en la Basílica de San Apolinar Nuovo del siglo VII o en la Basílica de San Apolinar in Classe, del siglo IX, las dos en Rávena.

Con el fin de señalar las funciones religiosas se añaden a todos los edificios religiosos, sobre todo con la difusión de los relojes mecánicos, para marcar el paso del tiempo con el tañido de las campanas. Con el auge de los municipios nacieron los primeros "campanarios" no relacionados con las actividades de culto, cuando se dotaron de campanas las torres de los palacios comunales y edificios consistoriales y el sonido de sus campanas o carillones pueden marcar el mediodía o las horas de actividad, como en muchos municipios o campus universitarios, llegando a constituirse en iconos que los identifican internacionalmente. De estos son reconocidos el de la Universidad de California en Berkeley y el de la Universidad de Concepción, en Chile.

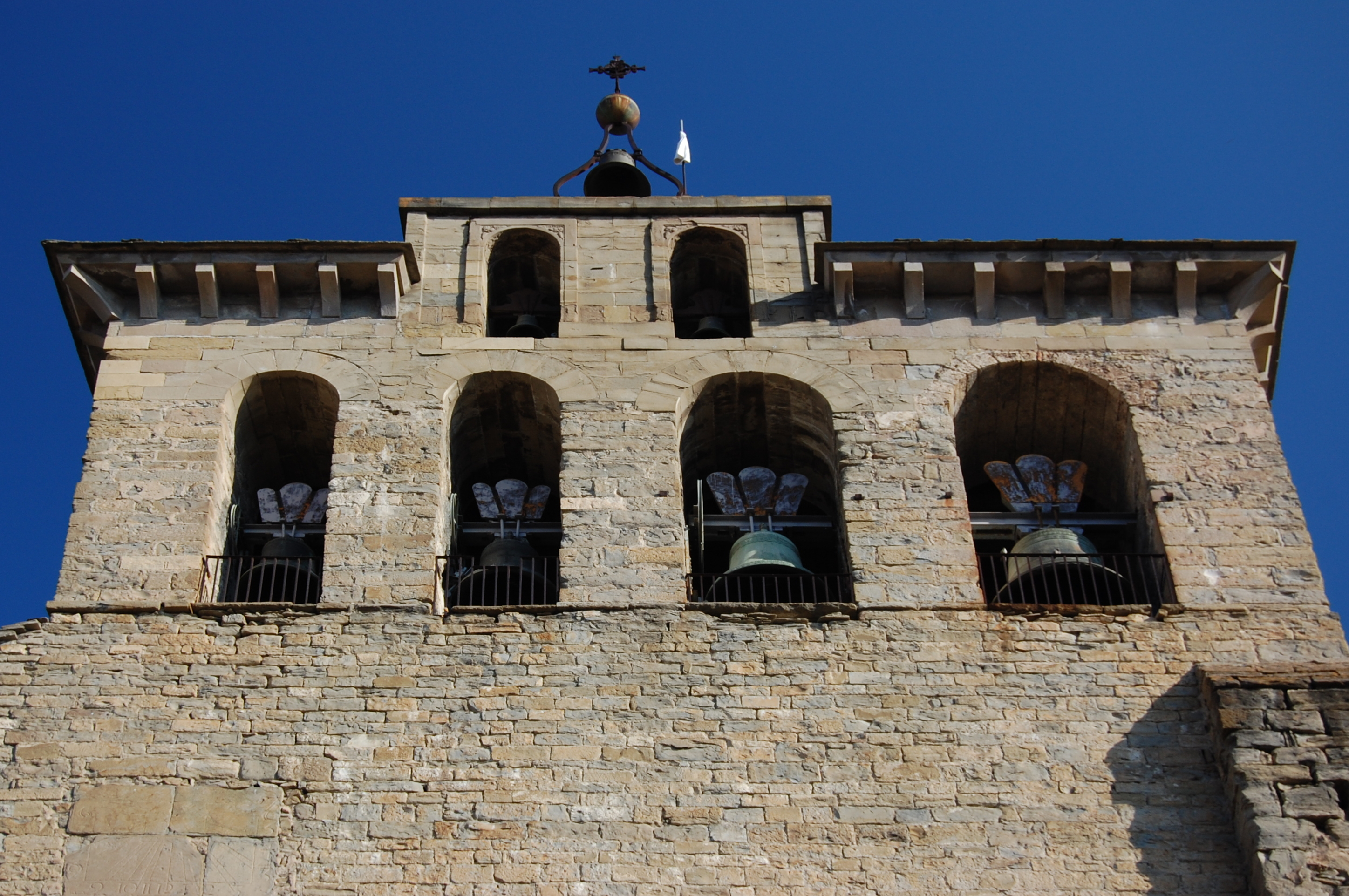
Campanario de la catedral de Jaca

Algunos de los campanile más conocidos del mundo se encuentran en Italia: la torre inclinada de Pisa; el campanile de Giotto, en Florencia; el campanile de San Marcos, en Venecia, reconstruido en 1912 tras el colapso de 1902; el Torrazzo di Cremona, que es una de torres de ladrillo más altas del mundo.

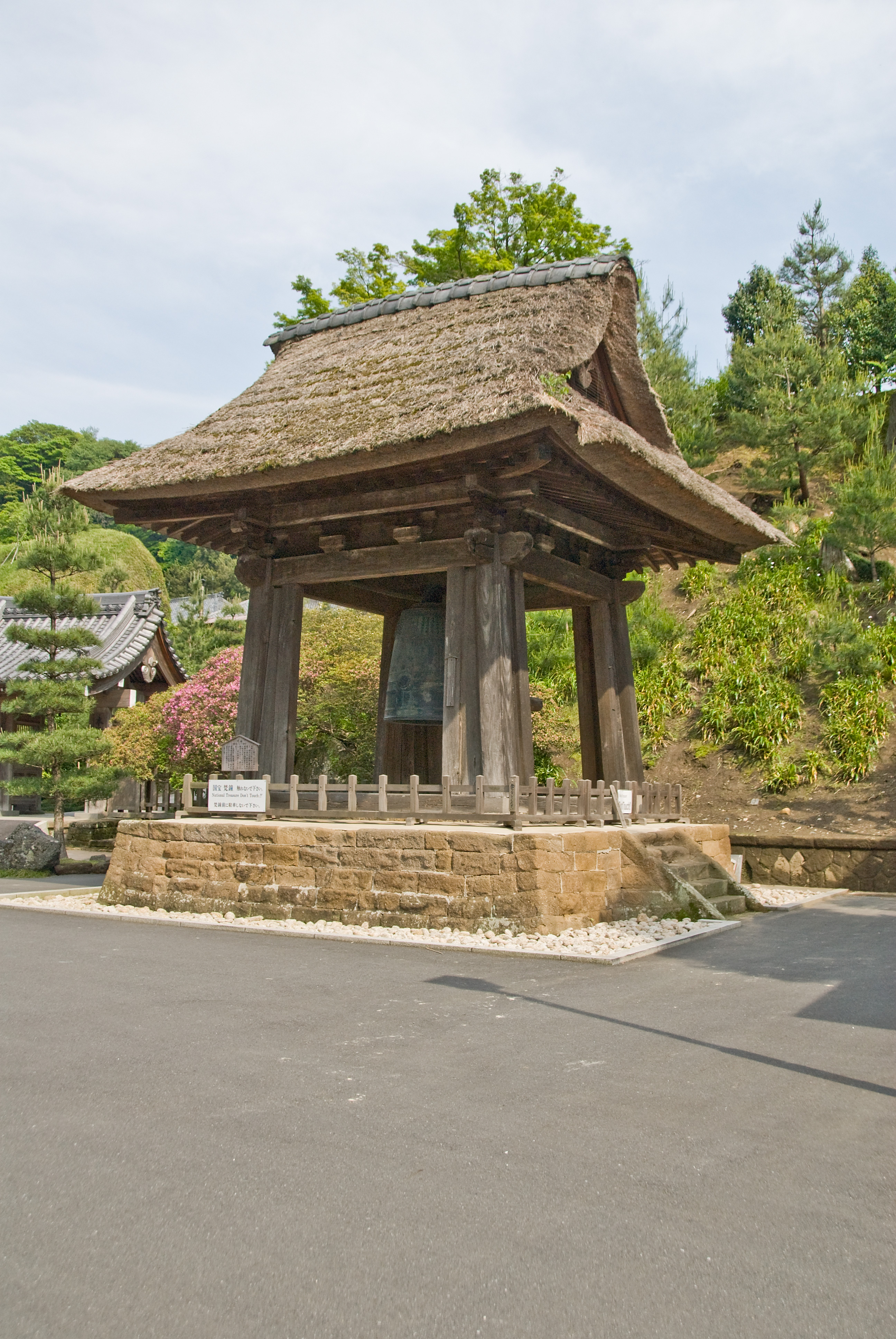
Shōrō japonés Kencho-ji

## Campanile a vela

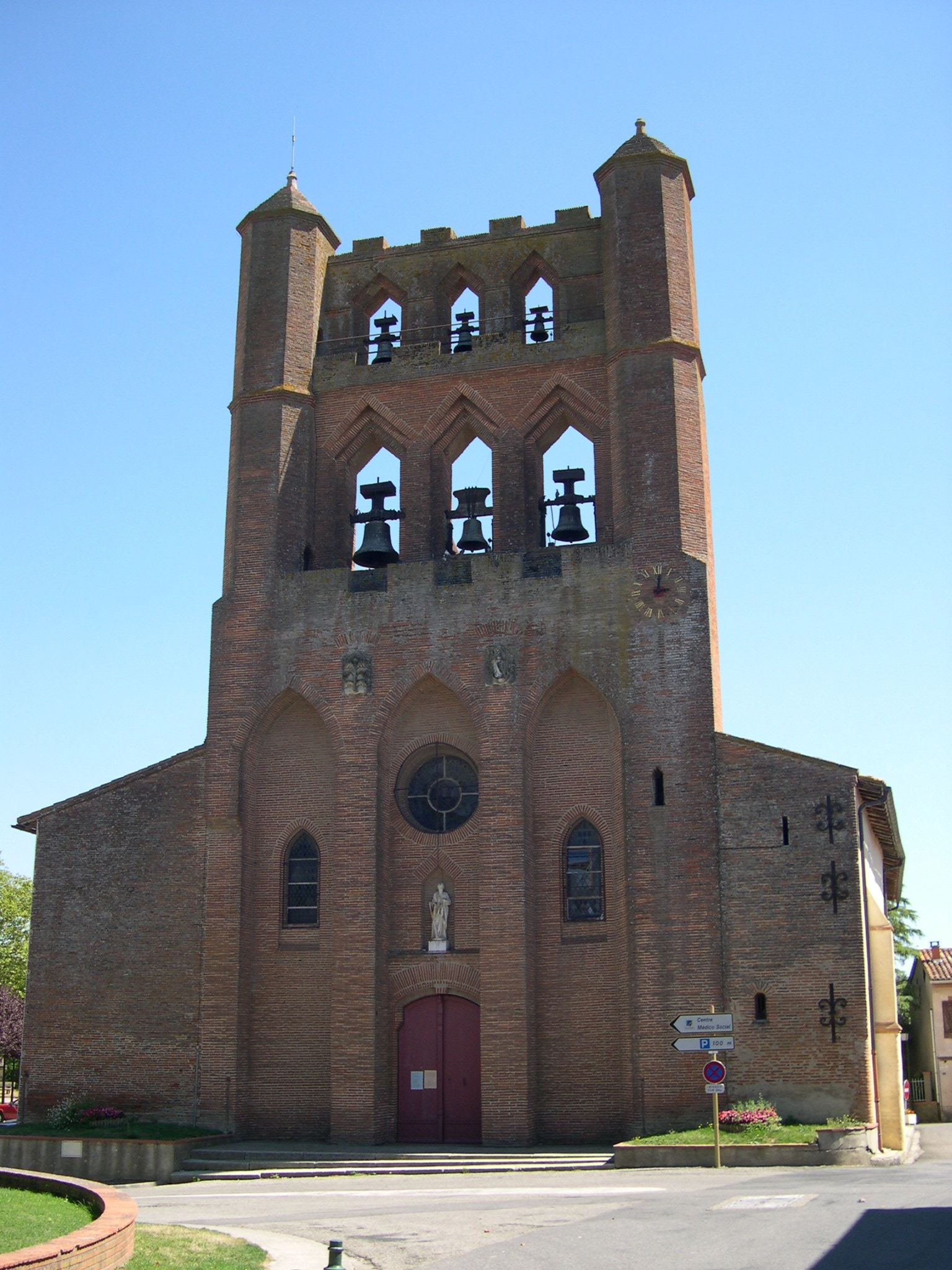
Campanile a vela de la iglesia de Montgiscard (Haute-Garonne, Francia)

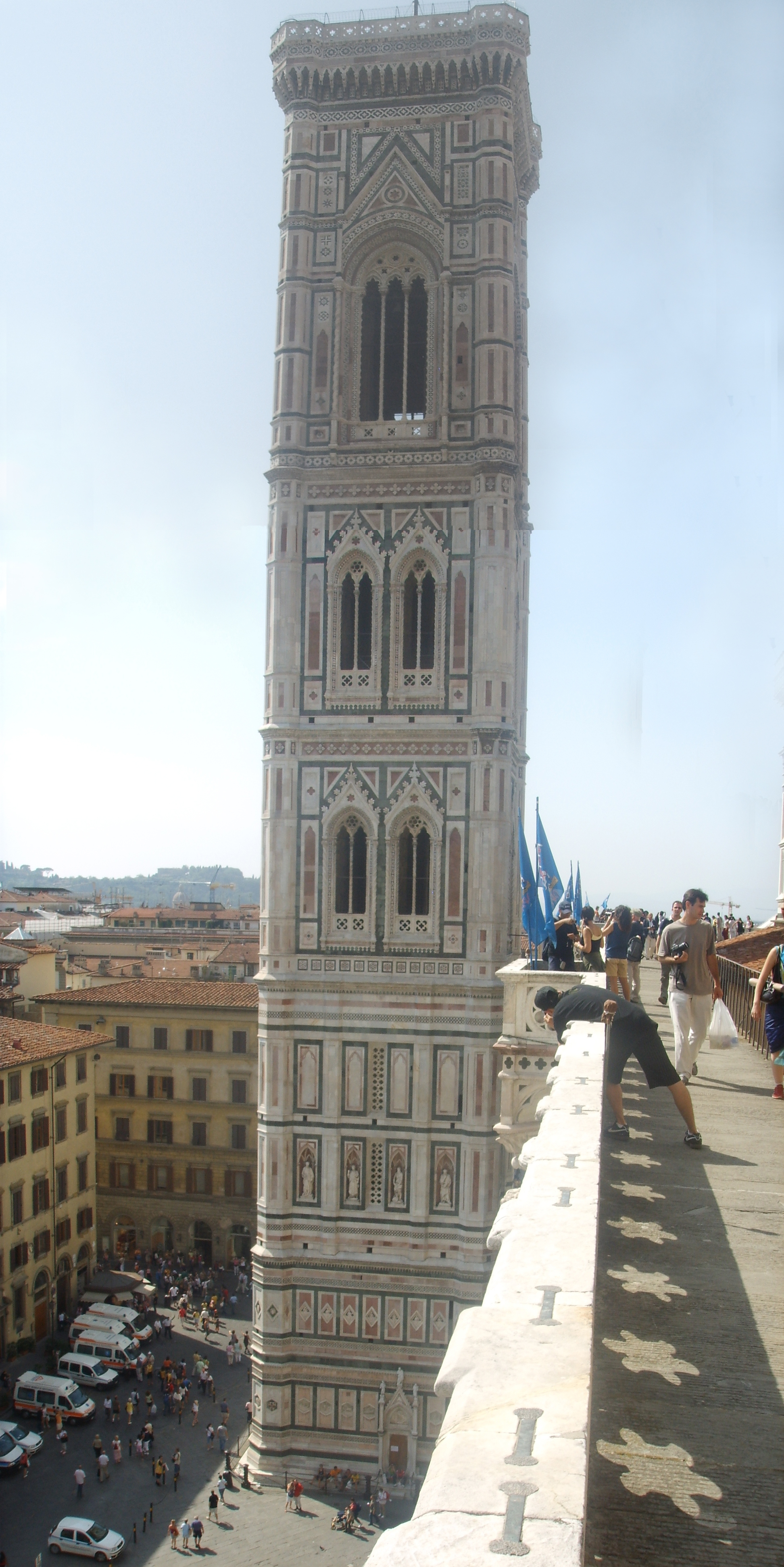
Campanile de Giotto, Florencia

Otra tipología, llamada en Italia campanile a vela y en España espadaña, se difundió sobre todo en iglesias de modestas dimensiones o importancia, o en los casos en que se quería evitar la ostentación (en las iglesias franciscanas es muy difícil encontrar torres como campanarios). Preveía la elevación de una estructura de fábrica o muro simple por encima de la cubierta de la iglesia con remates mixtos, atravesada por aberturas o claros en los que se alojan la campana, que se mueve mediante una cuerda colocada dentro de la iglesia. Una espadaña puede considerar un significativo número de campanas de diferentes tamaños. La ausencia de caja de resonancia y la estructura simple significan que no es posible alojar en ellas campanas grandes, ni que el sonido llegue a una gran distancia.

## Campanasa bicchiere

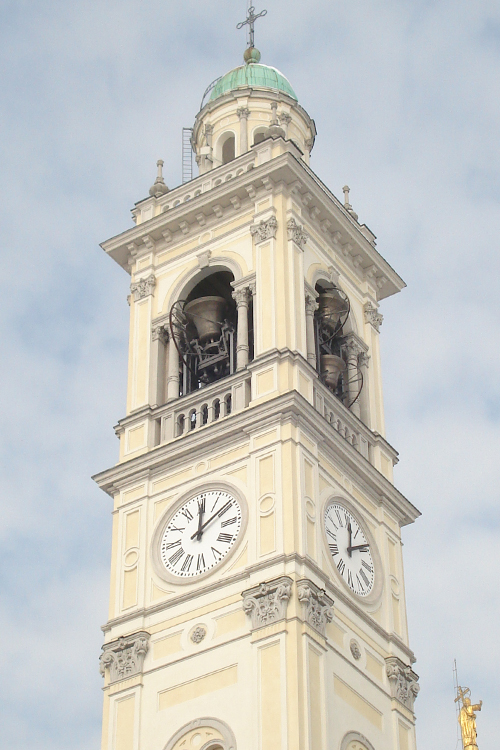
Las campanas a bicchiere durante un concierto en la Basílica de Magenta

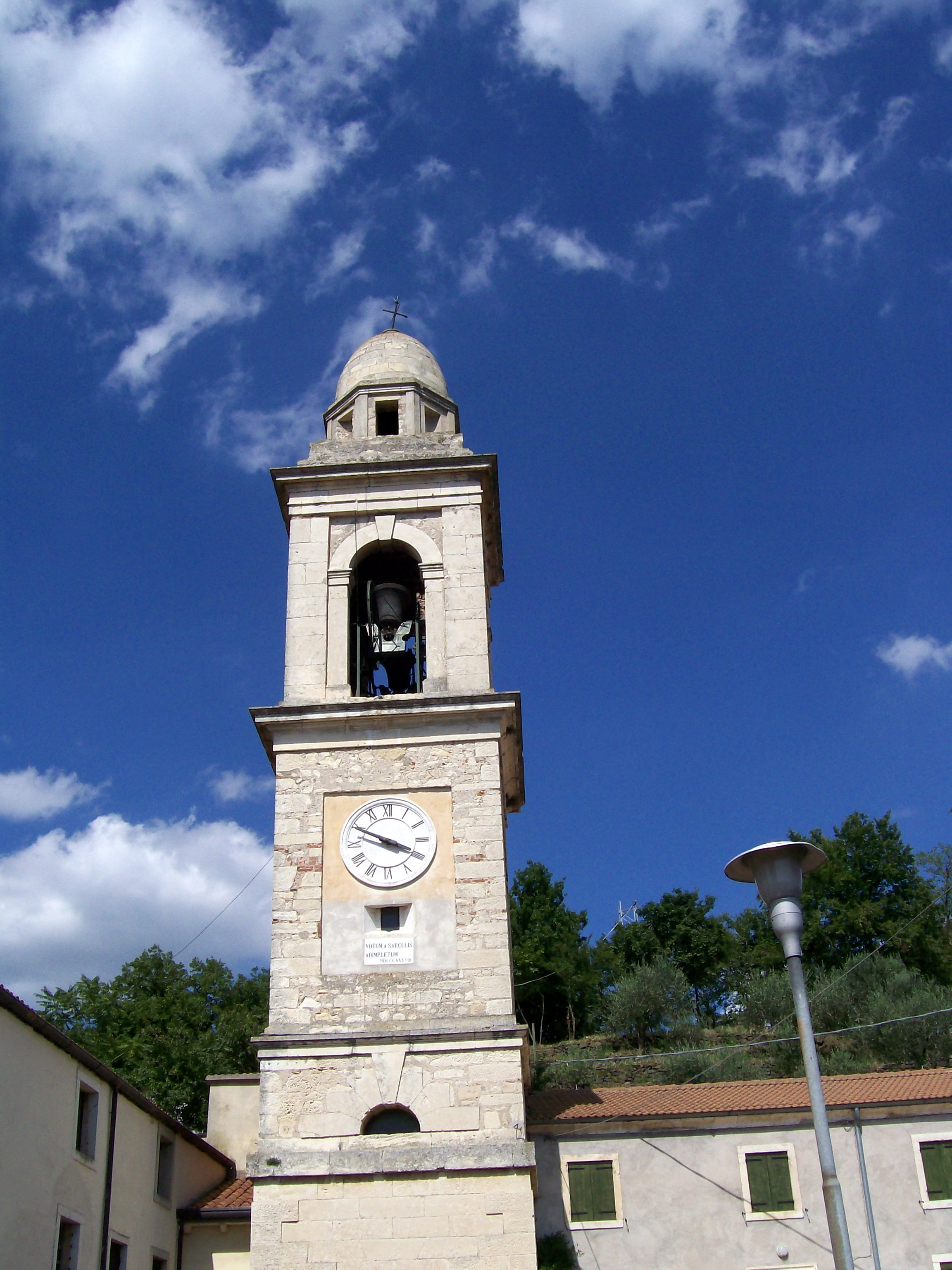
Campana "a bicchiere" durante un concierto en Castelcerino de Soave

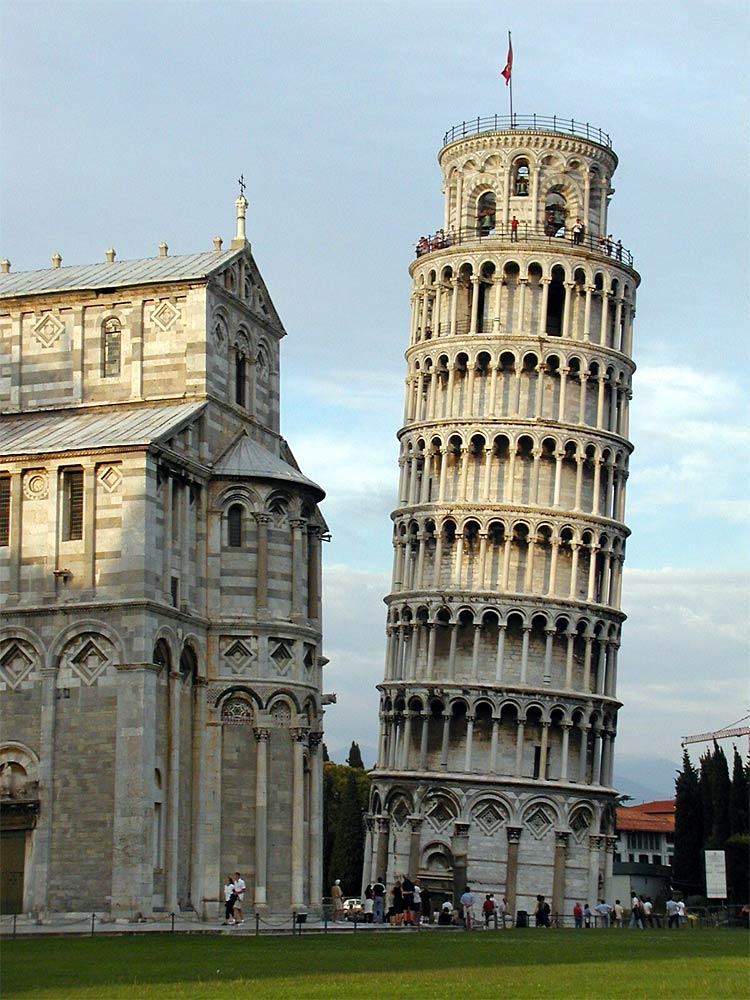
El campanile del Duomo de Pisa

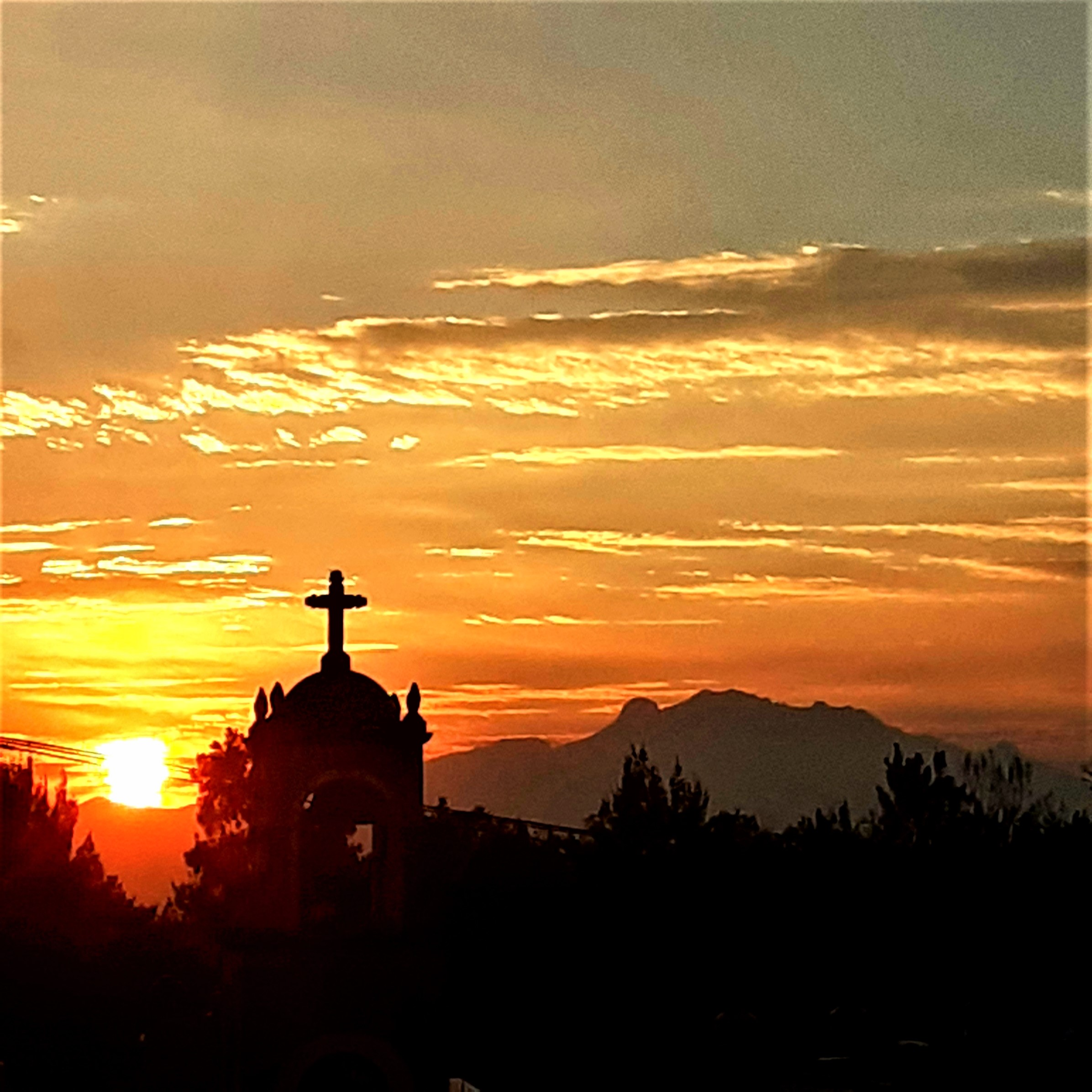
Campanario en Xochimilco, México, al fondo el volcán Iztaccíhuatl.

Los campaniles de la diócesis de Milán y de algunos territorios vecinos, sobre los que Milán ha tenido una influencia histórica, estaban equipados con dispositivos especiales que permitían una rotación de 180° y obtener el fermo (detenido) de las campanas.  La posición de la campana invertida se denomina campana a bicchiere (campana de copa).  Se utilizaba tradicionalmente en los concerti solenni y los campaneros debían de estar dotados con una habilidad especial.
Incluso en el sistema de campanas veronés hay conciertos con campanas a bicchiere, salvo por la falta del fermo y la posibilidad de la rotación a 360°, que emite un solo repique.

## Shōrō
El shōrō, shurō (鐘楼 - campanario) O kanetsuki-Dō (鐘突堂 campanario iluminado) Es el campanario de un templo budista en Japón, que alberga el bonshō (梵鐘 - campana del templo). También se puede encontrar en algunos Jinja, como por ejemplo Nikkō Tōshō-gū. Existen dos tipos principales, los hakamagoshi mayores (梵鐘), Que tiene paredes y más reciente fukihanachi (吹放ち) O fukinuki (吹貫・吹抜き).

## Campanario trinitario
El campanario trinitario o campanario suletino es un tipo de campanario de tres puntas típica de la provincia histórica de Sola (País Vasco francés). Los picos simbolizan la Santísima Trinidad.

## Westwerk
El westwerk es un tipo de construcción de campanario propio de los edificios erigidos en los territorios del centro del Sacro Imperio Romano Germánico (hoy Alemania, Francia, Suiza, Austria). La estructura de ante-iglesia o de macizo occidental carolingio fue definida por primera vez con el término «westwerk» por Wilhelm Effmann en 1899.

## Música, funciones y señales
Se recogen las señales principales (que varían de una zona a otra) en relación con la vida civil y religiosa:
Campanas de los edificios religiosos
- Anuncio de la Santa Misa: según las regiones y las zonas: 15, 30, 45 o 60 minutos antes de la celebración;
- Angelus Domini: mañana, tarde y noche;
- Viernes, a las 15 horas: agonía de Jesús;
- Matrimonios, sacramentos, funerales, fiestas patronales, procesiones, solemnidad, triduos, novenas, rogativas, cuarentenas;
- Muerte y la elección del Pontífice;
- Agonía
- Repiques horas y medias (cuartos en algunas localidades);
- Varios: catecismo, bendición de las casas,  mes mariano (mayo)

Campanas de los edificios cívicos
- Convocatoria del consejo comunal;
- Lutos especiales;
- Aniversarios locales o nacionales  (en Italia, en especial, 4 de noviembre, 25 de abril, 1 de mayo, 2 de junio y otras)
- Repiques horas, remachado, medias, cuartos;
- Escuela;
- Varios.

Antiguamente las campanas señalaban también:
- las incursiones de los piratas;
- los incendios
- el toque de queda
- la peste

En la localidad italiana de Massaquano, además de otros sonidos comunes de las campanas de la tarde, se puede escuchar el sonido de las tres últimas horas del día en el dialecto local "tre or e juorn". La tradición atribuye la costumbre a San Alfonso María de Ligorio, de viaje en aquel lugar, para advertir en particular a los agricultores ocupados con su trabajo en el campo o en la montaña que aún quedaban tres horas más horas de luz del día para recoger la hierba.  El campanile de Massaquano, también sirve como fachada de la iglesia parroquial de San Juan Bautista al Olmo, cuya base se remonta a principios del Trecento.

### Los conciertos de campanas más pesados
| #    | Localización                    | Composición del concierto                                                            | Campanone (en kg) | Peso del concierto (en kg) |
| ---- | ------------------------------- | ------------------------------------------------------------------------------------ | ----------------- | -------------------------- |
| I    | Catedral de Colonia             | Sol3, Mi3, Re3, Do3, Si2, La2, Sol2, Do2                                             | 24 000            | 50 740                     |
| II   | Catedral de Salzburgo           | Lab3, Solb3, Mib3, Reb3, Sib2, Solb2, Mib2                                           | 14 256            | 38 880                     |
| III  | Catedral de Viena               | Do5, La4, Fa4, Re4, Do4, Sib3, Sol3, Fa3, Mib3, Do3, Sol2, Do2                       | 20 130            | 31 513                     |
| IV   | Catedral de Utrecht             | Do#4, Si3, La#3, Sol#3, Fa#3, Mi#3, Mi3, Re#3, Do#3, Si2, La#2, Sol#2, Fa#2          | 8227              | 31 010                     |
| V    | Catedral de Dresde              | Re3, Si2, La#2, Sol2, Mi2                                                            | 11 511            | 28 463                     |
| VI   | Catedral de Berna               | Sol#3, Mi3, Do#3, Do#3, Si2, Sol#2, Mi2                                              | 9940              | 28 005                     |
| VII  | Catedral de Erfurt              | Sib4, Lab4, Sol4, Reb4, Mi3, Re3, Do3, La2, Sol2, Mi2                                | 11 450            | 27 145                     |
| VIII | Catedral de Wurzburgo           | Fa4, Re4, Do4, Sib3, La3, Sol3, Fa3, Mib3, Re3, Do3, Sib2, Sol2                      | 9080              | 25 009                     |
| IX   | Catedral de Estrasburgo         | Lab4, Mib4, Do4, Si3, Lab3, Solb3, Fa3, Mib3, Reb3, Reb3, Sib2, Lab2                 | 8500              | 24 033                     |
| X    | Catedral de Friburgo            | Re5, Do5, La4, Sol4, Fa4, Re4, Do4, Sib3, La3, Sol3, Fa3, Mib3, Re3, Do3, Sib2, Sol2 | 6856              | 24 648                     |
| XI   | Colegiata de Fráncfort del Meno | Do#4, Si3, La3, Sol#3, Fa#3, Mi3, Do#3, La2, Mi2                                     | 11 950            | 23 385                     |

## Normativa
Las ordenanzas de algunos municipios europeos han prohibido el repique de campanas en la ciudad durante la noche y en algunos se aplican las prohibiciones de alteración del orden público (por ejemplo, art. 659 c.p. en Italia) y los límites impuestos por las leyes relativas a la contaminación acústica, aunque hay que precisar que no es correcto hablar de contaminación acústica en estos casos. Muchas regiones italianas ya han regulado el repique de campanas como un componente fundamental del paisaje y, por tanto, permiten el uso de acuerdo con las tradiciones locales.